# Nsanakang
Nsanakang (ou Nsankang) est une localité du Cameroun située dans la Région du Sud-Ouest et le département de la Manyu. Elle est rattachée administrativement à la commune d'Eyumodjock et au canton d'Inokun.

## Histoire
La ville fut lieu de la bataille de Nsanakang entre Allemands et Britanniques le 6 septembre 1914.

## Population
La localité comptait 121 habitants en 1953, 129 en 1967, principalement Ejagham.
Lors du recensement de 2005 on y a dénombré 114 personnes.